# Ivana Stolić
Ivana Stolić (ur. 12 maja 1982 w Niszu) – serbska siatkarka grająca na pozycji środkowej bloku.

## Kluby
| Klub                | Kraj    | Od        | Do        |
| Student Nis         | Serbia  | 1998–1999 | 2000–2001 |
| Postar 064 Belgrade | Serbia  | 2001–2002 | 2002–2003 |
| Sremska Mitrovica   | Serbia  | 2003–2004 | 2004–2005 |
| Enosi Vironas       | Grecja  | 2005–2006 | 2005–2006 |
| Hainaut Volley      | Francja | 2006–2007 | ...       |